# Боярщина (Орловський район)
Боя́рщина (рос. Боярщина) — присілок у складі Орловського району Кіровської області, Росія. Входить до складу Орловського сільського поселення.
Населення становить 2 особи (2010, 9 у 2002).
Національний склад станом на 2002 рік — росіяни 100 %.